# Deuterodon stigmaturus
Deuterodon stigmaturus es una especie de pez de la familia Characidae en el orden de los Characiformes.

## Morfología
Los machos pueden llegar alcanzar los 10,7 cm de longitud total.

## Hábitat
Vive en zonas de clima tropical.

## Distribución geográfica
Se encuentran en Sudamérica:  cuencas de los ríos  Maquiné, Três Forquilhas y Mampituba en Rio Grande do Sul (Brasil ).